# Monteverdi Marittimo
Monteverdi Marittimo település Olaszországban, Toszkána régióban, Pisa megyében. Lakosainak száma 766 fő (2023. január 1.). Monteverdi Marittimo Castagneto Carducci, Montecatini Val di Cecina, Pomarance, Sassetta, Bibbona, Monterotondo Marittimo és Suvereto községekkel határos.

## Népesség
A település lakossága az elmúlt években az alábbi módon változott:
| Lakosok száma | 761  | 742  | 766  |
|               | 2017 | 2018 | 2023 |